# Замок Нассенфельс
Замок Нассенфельс (нім. Burg Nassenfels) — замок, розташований у комуні Нассенфельс, у районі Айхштет, що у Баварії. Колишній замок на воді, який можна оглянути тільки ззовні.

## Історичний огляд

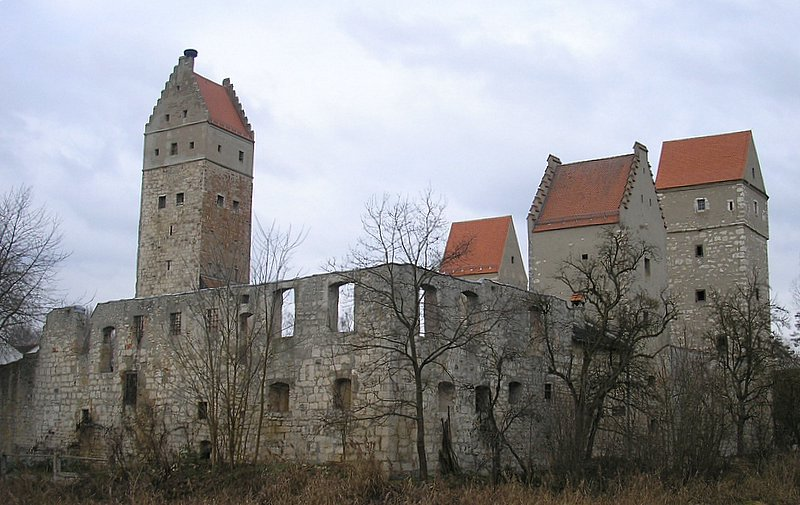
Колишній замок на воді з руїнами Катнергауса

На місці Нассенфельса уже з ІІ століття н. е. знаходилось містечко Вікус Скутаренсіум за верхньогермансько-реційським лімесом. Римський табір був покинутий після заснування поблизу форту Ветоніана. Під час угорського вторгнення у Х столітті оборонні вали були знесені.
У середньовіччя Нассенфельс був резиденцією єпископа Айхштета. Про замок уперше згадується у 1245 році у зв'язку з убивством графа фон Гебхарда Гіршберга під час облоги придворним блазнем.
Замок був розширений єпископами Конрадом ІІ фон Пфеффенгаузеном (1297–1305) і Фрідріхом IV фон Оттінґеном (бл. 1400). У 1699 році архітектор Якоб Енгель звів на території замка канцелярію єпископського скарбника (Катнергаус). У ході Німецької медіатизації єпископське майно було секуляризоване.
У 1932 році у наслідок пожежі від блискавки частина споруд зазнала значних пошкоджень.
У теперішній час замок відкритий для огляду тільки в особливих випадках, оскільки будинки кінця XVIII — початку XIX століття використовуються як житлові і комерційні приміщення.